# Kroměříž
Kroměříž (Duits: Kremsier), bijgenaamd Athene van de Hanna, is een Moravische stad in de Tsjechische regio Zlín, en maakt deel uit van het district Kroměříž. Kroměříž telt 28.089 inwoners (2024).
De belangrijkste bezienswaardigheid van Kroměříž is het Aartsbisschoppelijk paleis te Kroměříž dat met het bijbehorende park op de Werelderfgoedlijst van UNESCO staat.
Kroměříž is kortstondig hoofdstad van het Oostenrijk-Hongaarse rijk geweest toen Wenen belegerd werd.
De Zwitserse zoöloge Fanny Moser (1872-1953) woonde een tijdje in Kroměříž.
De plaatselijke voetbalclub SK Hanácká Slavia Kroměříž, uitkomend in de Fortuna národní liga, speelt haar thuiswedstrijden in het Stadion Jožky Silného.

## Geboren
- Václav Talich (1883-1961), dirigent en violist
- Renata Berková (1975), triatlete
- Jaromír Paciorek (1979-2025), voetballer
- Gabriela Gunčíková (1993), zangeres